# Dni Torunia
Dni Torunia (Święto Miasta) – cykl wydarzeń kulturalnych prezentujących historyczny i kulturalny profil Torunia. Większość wydarzeń organizowanych w ramach Dni Torunia jest organizowanych na Bulwarze Filadelfijskim i na błoniach nadwiślanych. Podczas Dni Torunia są odsłaniane plakietki wchodzące w skład Piernikowej Alei Gwiazd, odbywa się wyścig wioślarski między wioślarzami z Torunia i Bydgoszczy, a także jest w katedrze św. Janów odbywa się msza święta w intencji miasta. Zwieńczeniem Dni Torunia jest Święto Miasta, odbywające się 24 czerwca w dniu św. Jana Chrzciciela, patrona miasta.
Dni Torunia odbywały się już w okresie międzywojennym. Po II wojnie światowej reaktywowano je w 1947 roku.